# Laguiole
Laguiole (La Guiòla in Occitan) là một xã ở tỉnh Aveyron, thuộc vùng Occitanie ở miền nam nước Pháp.